# قائمة أعمال ميريام فارس
ميريام فارس تمتلك العديد من المواهب، الغناء والرقص والتمثيل، بدأت مسيرتها الفنية عام 2003 بألبوم ميريام الذي يعرف أيضا باسم أنا والشوق، وقد لاق الألبوم إعجاب من الجمهور وحصد إيرادات عالية، وقد صورت أغنيتين وهما (أنا والشوق) و (لا تسألني)
وفي عام 2005 قامت ميريام فارس بإصدار ثاني ألبوماتها وهو ناديني، والذي جعل منها نجمة بامتياز حتى أن حفلاتها وأصبحت الأنجح في العالم العربي، خاصة وهي فنانة لبنانية، وقامت بتصوير ثلاثة أغاني من الألبوم بطريقة الفيديو كليب، (ناديني) و (حقلق راحتك) و (واحشني إيه)
وفي عام 2008 أصدرت ميريام ألبوماتها الثالت، مش أنانية، حقق أعلى المبيعات، ولقبت من خلاله بنجمة الشباب الأولى، احتوى الألبوم على عدة أعمال ناجحة ابتداء من (مكانه وين) أول أغنية خليجية لميريام والتي حققت نجاح منقطع النظير في الخليج، مرورا ب (بتروح) وأيام الشتي وانتهاء ب (إيه اللي بيحصل) والتي حققت نجاح كبير.
وبعدها قامت بعمل فوازير ميريام فارس والتي كانت الأولى من نوعها للفنانة من حيث الظهور، هذه الفوازير أزاحت الصورة النمطية عن النجمة وبينت أسلوبها في التمثيل.
وواصلت تألقها في الحفلات والمهرجانات حتى سميت بملكة المسرح.
في 2011 أصدرت ميريام ألبوم من عيوني الذي تصدر سوق المبيعات لمدة 3 أشهر متتالية، وتم تصوير 3 أغاني على شكل فيديو كليب.
وواصلت ميريام فارس نجاحاتها لتصبح سفيرة جوجل كونها رقم 1 بحثا في العالم العربي.
في عام 2015 قامت ميريام بإصدار خامس ألبوماتها، آمان، الذي احتوى على 13 أغنية، منها أغنية (دقوا الطبول) التي تم تصويرها على شكل فيديو كليب.

## ألبومات
| الألبوم             | السنة | عدد الأغاني | ملاحظات | مصادر |
| ------------------- | ----- | ----------- | ------- | ----- |
| ميريام (أنا والشوق) | 2003  | 3           |         |       |
| ناديني              | 2005  | 10          |         |       |
| بتقول إيه           | 2008  | 10          |         |       |
| من عيوني            | 2011  | 11          |         |       |
| آمان                | 2015  | 13          |         |       |

## فيديو كليب
| الأغنية            | السنة      | المدة | المخرج     | ملاحظات |
| ------------------ | ---------- | ----- | ---------- | --- |
| أنا والشوق         | 2003       |       | وسام قطيط  | |
| لا تسألني          | 2003       | 3:25  | سليم الترك | |
| ناديني             | 2005       |       | أمير قريدح | |
| هقلق راحتك         | 2005       |       | وسام سميرة | |
| واحشني ايه (أغنية) | 2005       |       | وسام سميرة | |
| مكانه وين          | 2007       | 4:25  | يحيى سعادة | رقصات إغراء - تشبيه مؤخرة ميريام فارس بمؤخرة شاكيرا |
| مش أنانية          | 2008       |       |            | |
| إيه اللي بيحصل     | 2009       |       | يحيى سعادة | رقصات إغراء - لقب شاكيرا العرب |
| من عيوني           | 2010       |       | جو بوعيد   | |
| خلاني              | 2011       |       | يحيى سعادة | |
| كيفك إنت           | 2014       |       |            | |
| دقوا الطبول        | 2014       | 3:59  |            | تعويض جمهورها عن زفافها السري. |
| آمان (أغنية)       | 2015       | 4:56  |            | |
| قومي               | 2018       | 4:07  |            | صدرت الأغنية بعد فترة غياب، قيل إنها كانت بسبب المرض، وفي هذه الأغنية لبست مريم ملابس أفريقية، وصبغتْ جسمها بلون أسمر، فتعرّضتْ للانتقاد بتهمة الاستحواذ الثقافي. |
| قرقيعان            | رمضان 2020 | 2:50  |            | |
| كاس العالم         | 2022       | 3:09  |            | ضهورها بفيديو كليب كأس العالم 2022 بالأشتراك مع نيكي ميناج والمغني الكولومبي مالوما                                                                            |

## أفلام
| الفيلم | السنة | الدور | مصادر |
| ------ | ----- | ----- | ----- |
| سيلينا | 2009  | مجهول | .     |

## التلفزيون
| البرنامج           | السنة | الدور         | القناة         | ملاحظات         |
| ------------------ | ----- | ------------- | -------------- | --------------- |
| فوازير ميريام فارس | 2010  | شخصيات مختلفة | القاهرة والناس | فوازير مسابقات. |
| إتهام              | 2014  | ريم           | قناة النهار    |                 |